# Slavko Kvaternik
Slavko Kvaternik (Vučinići ili Komorske Moravice, 25. kolovoza 1878. – Zagreb, 13. lipnja 1947.) bio je hrvatski vojnik, austro-ugarski, jugoslavenski i hrvatski časnik, ministar domobranstva i doglavnik Nezavisne Države Hrvatske. Osuđen je kao ratni zločinac.
U Prvom svjetskom ratu je kao časnik služio vojsku Austro-Ugarske Monarhije. Po stvaranju Kraljevine SHS umirovljen je te se priključio Ustaškom pokretu. Po njemačkoj invaziji na Jugoslaviju 10. travnja 1941. godine je proglasio u Zagrebu Nezavisnu Državu Hrvatsku (NDH) u kojoj je potom obnašao neke od najviših vojnih i političkih dužnosti. 
Ubrzo nakon stvaranja NDH i kao drugi po važnosti njen dužnosnik, Slavko Kvaternik dolazi u stanoviti sukob s Antom Pavelićem zalažući se za stvaranje vojske vođene profesionalnim časnicima iz Austro-Ugarske i jugoslavenske kraljevske vojske, umjesto za stvaranje oružane sile temeljene na ustaškim stranačkim krugovima. Nakon što je teror tzv. divljih ustaša potpirio nezadovoljstvo Srba u NDH i dodatno ih potakao na ustanak, pokrenuo je u krajem ljeta 1941. godine aktivnosti radi kažnjavanja (uglavnom strijeljanjem) divljih ustaša koji su skrivili razne zločine. Nakon toga je ustaški teror donekle smanjen, ali potpuni red nije uspostavljen.[nedostaje izvor]
Nakon što se zamjerio Talijanima (založivši se 1941. godine kod Nijemaca da ne dopuste da Italija okupira čitavu NDH) i potom Nijemcima (koje nije dovoljno podupro u njihovom ratovanju protiv SSSR-a, ocijenivši sredinom 1942. god. da Nijemci taj rat teško mogu dobiti), smijenjen je krajem 1942. godine sa svih dužnosti u NDH i umirovljen.[nedostaje izvor]
Napušta Hrvatsku i živi narednih nekoliko godina u Austriji. Nakon rata izručen je Jugoslaviji, a Vrhovni sud NR Hrvatske 1947. godine osudio ga je na smrt strijeljanjem.

## Životopis

### Mladost
Slavko Kvaternik se rodio 1878. godine u Komorskim Moravicama, u obitelji Ljudevita Kvaternika i Marije rođ. Frank, podrijetlom katoličke Njemice. U obitelji Ljudevita Luje i Marije Kvaternik bilo je još troje djece: Petar Milutin (1882. – 1941.), Ljubomir (1885. – 1980.) i Zlata (? – 1957.).
Vjenčao se s Olgom Frank, kćeri poznatog pravaškog političara židovskog podrijetla Josipa Franka, s kojom je imao dvije kćeri i sina Eugena Didu Kvaternika, koji je postao jednim od glavnih vođa ustaške organizacije.

### Prvi svjetski rat
Nakon vojne akademije, služio je kao stožerni časnik u Austrougarskoj vojsci u Prvom svjetskom ratu na talijanskom bojištu. Kvaternik je od 22. listopada 1914. do 27. veljače 1916. godine bio krilni pobočnik slavnom maršalu Svetozaru Borojeviću, a od siječnja 1918. godine načelnik stožera 55. k.u.k. ili 155. honvéd pješačke divizije na Sočanskom, tj. Piavskom bojištu, da bi u svibnju bio prebačen u zapovjedništvo Sočanske armije. Za vrijeme rata odlikovan je najvišim njemačkim odlikovanjem, Željeznim križem I. stupnja.

### Kraljevina Jugoslavija
Poslije rata, 1918. godine, u činu dopukovnika priključuje se Narodnom vijeću Države SHS u kojem postaje glavar stožera vojske. U prosincu 1918. godine zapovijeda hrvatskim postrojbama koje uspješno izbacuju mađarsku vojsku iz Međimurja. U vojsci Kraljevine SHS umirovljen je 1921. godine u činu pukovnika.
Iste godine se politički angažira, prvo u Hrvatskoj stranci prava, a potom u ustaškom pokretu. Na poziv Ante Pavelića, u listopadu 1932. godine, u Bresci sudjeluje na sastanku o stvaranju i jačanju ustaških vojnih postrojbi. Nakon atentata u Marseilleu, 1934. – 1935. godine interniran je u Crnoj Gori. Od 1936. do 1941. godine ravnatelj je Zadruge "Hrvatskog radiše", izabran zalaganjem Vladka Mačeka. Na čelu je domovinskog vodstva ustaškog pokreta, 1939. godine sudjeluje u osnivanju i vodi društvo "Uzdanica", čiji ogranci i povjerenici postaju nositelji ustaškog pokreta u Banovini Hrvatskoj. Također uspostavlja vezu s hrvatskim časnicima u vojsci Kraljevine Jugoslavije. Početkom travnja 1941. godine uspostavlja kontakt s izaslanikom Njemačke E. Veesenmayerom, pregovara sa zastupnicima i predsjednicima kotarskih organizacija HSS-a.

### NDH
U danima nakon početka Travanjskog rata, posreduje između njemačkog predstavnika u Zagrebu Edmunda Veesermayera i načelnika stožera 1. grupe armija vojske Kraljevine Jugoslavije pukovnika Franje Nikolića, između kojih je postignut dogovor da jugoslavenske postrojbe u zapadnom dijelu Kraljevine Jugoslavije prestanu pružati otpor i uklone se s puta njemačkim snagama. Nikolić je takvu zapovijed nakon sastanka s Veesermayerom i Kvaternikom ujutro 10. travnja 1941. god. prenio podređenim zapovjedništvima, i otpor tih vojnih snaga je obustavljen ili smanjen na najmanju mjeru.
Nakon odbijanja Vladka Mačeka da pod zaštitom Njemačke preuzme vodstvo u Hrvatskoj, Slavko Kvaternik u ime poglavnika A. Pavelića, uz asistenciju E. Veesenmayera, 10. travnja 1941. godine nakon ulaska njemačke vojske u Zagreb proglašava preko radija Nezavisnu Državu Hrvatsku. Organizira privremenu vladu – Hrvatsko državno vijeće i ujedno je i premijer te privremene vlade od 10. do 16. travnja 1941. godine. Nakon dolaska Ante Pavelića u Zagreb službeno postaje drugim čovjekom NDH, član je Glavnog ustaškoga stana, poglavnikov zamjenik, ministar domobranstva, doglavnik, ustaški krilnik i vojskovođa. Sa skupinom bivših časnika austrougarske i jugoslavenske vojske organizira oružane snage NDH, te stalno posreduje u sukobima ustaških i domobranskih časnika.
U vrhu NDH, zauzeo se Slavko Kvaternik za formiranje regularnog Domobranstva koje će se popunjavati mobilizacijom vojnih obveznika, uz svođenje dobrovoljačke – tj. stranačke – Ustaške vojnice na samo jednu pukovniju. Formiranje regularnog domobranstva popraćeno je raznim problemima, a ustaše su bili uvelike nezadovoljni Kvaternikovim odbijanjem ustaških dragovoljaca.
Uz Mladena Lorkovića i Vladimira Košaka, glavni je zagovornik pronjemačke politike u užem ustaškom vodstvu. Potkraj srpnja 1941. godine posjećuje A. Hitlera, a primaju ga drugi vodeći dužnosnici Trećeg Reicha (Ribbentrop, Keitel itd). 
Nakon što od generala Vladimira Laxe i drugih visokih časnika dobiva informacije prema kojima teror kojega provode tzv. divlje ustaše – tj. naoružane grupe koje nisu bile podvrgnute regularnom vojnom zapovijedanju, makar su bile pod utjecajem lokalnih ustaških dužnosnika – potiče zapravo Srbe da stupaju u oružanu borbu protiv NDH, Slavko Kvaternik u rujnu 1941. godine naređuje oštar obračun protiv divljih ustaša, navodeći da "to nisu ustaše, nego divljaci i pljačkaši, koji zaslužuju da se – kao i četnici – stave pred prieki sud". Nakon toga je teror protiv Srba smanjen, ali je samovolja lokalnih ustaša i nadalje štetila općem stanju sigurnosti u NDH i odmagala konsolidaciji stanja u državi.
Krajem kolovoza 1941. godine Kvaternikova supruga izvršila je samoubojstvo, navodno zbog svojega židovskoga podrijetla i uloge koju su njezin suprug, a posebno sin Eugen imali u NDH.
Slavko Kvaternik se protivio progonima pristaša HSS-a i politici terora koju je provodio njegov sin Eugen (kojega je u jednom razgovoru s generalom E. Glaiseom von Horstenauom opisao, u duhovnom pogledu, Pavelićevim, a ne svojim sinom). 
Kvaternik je nastojao je ograničiti utjecaj ustaških tzv. rasova – ustaških zapovjednika koji su se s Pavelićem vratili iz emigracije – i okončati djelovanje divljih ustaša čiji su zločini poticali širenje ustanka protiv NDH.
U listopadu 1941. god. – nakon što je postalo evidentnim da Talijani nezadovoljni slabom suradnjom ustaša u pretvaranju NDH u državu pod potpunom talijanskom kontrolom podupiru četnike na području NDH, te su ne pitajući središnje vlasti NDH uspostavile ponovnu okupaciju područja na kojemu su bile raspoređene talijanske trupe – Slavko Kvaternik upućuje razne kritike talijanskim postupcima. Nakon što su u studenom 1941. godine talijanske snage od Nijemaca "dobile zeleno svjetlo" da pređu demarkacijsku crtu i stave pod svoju kontrolu cjelokupni teritorij NDH, Slavko Kvaternik se snažno zauzeo da Nijemci odustanu od takvih planova i ostave svoju vojsku u NDH. Tako su Zagreb i preostali kontinentalni dio Hrvatske ostali izvan talijanske kontrole; ali su se talijanski predstavnici zauzeli da se Slavka Kvaternika smijeni.
Na zalaganje Slavka Kvaternika Ante Pavelić je u veljači 1942. godine sazvao Hrvatski državni sabor.
Nakon što je pukovnik Anton Švajger izvijestio u svibnju 1942. god. o teškom stanju njemačke vojske koje je mogao vidjeti tijekom svojeg obilaska Istočnog fronta, te mu predao detaljnu analizu koja je prikazivala da se Njemačka ne može nadati pobjedi u ratu sa Sovjetskim Savezom, Kvaternik je istupio pred časnicima s obećanjima da neće slati svoju vojsku u rat protiv SSSR-a, rekavši da "svoj kapital nećemo besmisleno potratiti na Istočnoj fronti". Ubrzo potom su se i Nijemci zauzeli za njegovu smjenu.
U rujnu 1942. godine Ante Pavelić započinje akciju za njegovo uklanjanje, obrazlažući to odgovornošću Slavka Kvaternika za loše stanje u oružanim snagama. Izgleda da je stanovitu ulogu imalo i Kvaternikovo nezadovoljstvo progonom Židova što su ga poticali Nijemci (za pokretanje progona smatrao je najodgovornijima nacističke radikale iz redova Folksdojčera u Slavoniji i Srijemu) i s kojim je bilo povezano samoubojstvo njegove supruge Olge, koja je i sama dijelom bila židovskog podrijetla. Na Pavelićev zahtjev, 5. listopada 1942. godine odlazi na odmor u Slovačku, praktično oslobođen svih dužnosti. Vratio se 22. prosinca 1942. godine u maršalskoj odori. Umjesto svečanog vojnog dočeka, dočekao ga je sin Eugen, strpao ga u auto i odmah odveo kući, zabranivši mu da napušta vilu na Tuškancu. Narednih tjedan dana imao je Slavko Kvaternik dva sastanka s Antom Pavelićem, te mu je u zadnjem razgovoru poručio: »Ti vodiš hrvatski narod i Hrvatsku državu u propast, tjeraš politiku samouništenja ostvarenjem kaosa i anarhije.«  Pristaje na umirovljenje, uz odgovarajuće vojnu počast i mirovinu, te 29. prosinca upućuje Poglavniku pismo u kojem je izjavio da se povlači iz Vlade i u poglavnikove ruke predaje Ministarstvo domobranstva, te je i formalno 4. siječnja 1943. godine razriješen dužnosti. Zadržao je čin vojskovođe u miru te se povukao u Austriju. Živio je na Semmeringu, a potom u Bad Gasteinu. Istodobno je s položaja uklonjen i njegov sin Eugen Dido Kvaternik, koji je do tada imao iznimno važnu ulogu u policijskim i obavještajnim poslovima NDH.
U redovima domobranskih časnika dočekana je smjena Slavka Kvaternika s nezadovoljstvom, i kao znak popuštanja talijanskim pritiscima – bilo je naime dobro poznato da se Slavko Kvaternik vrlo zauzimao protiv talijanskih nastojanja da dominiraju nad NDH i njihovoj suradnji s četnicima. Također je bilo poznato da se Slavko Kvaternik – makar sa samo umjerenim uspjehom – zauzimao za okončanje ustaških zločina: kada je general domobranstva Ivan Prpić pred Antom Pavelićem zahtijevao odgovornost ustaša za zločine počinjene kod Čapljine, te zato od Pavelića odmah primio prijetnju "stavljanjem pred zid", Slavko Kvaternik je bez oklijevanja stao na Prpićevu stranu, riječima: "U tom slučaju pred zid idemo obojica".  
U ponovnoj emigraciji, Slavko Kvaternik ponešto spletkari protiv Ante Pavelića i zdvaja nad nesložnim hrvatskim nacionalistima. Zapisuje kako je potrebna »jedinstvenost duša, pohtičku slogu, jednu orjentaciju, jednu volju, biblijsku požrtvovnost i samoodricanje«. U suprotnom, zaključuje on u pismu prijatelju, »izgubit ćemo državu, narod, svoj dom i postati ćemo boljševičko-balkansko roblje«.
Neuspješno se pokušavao aktivirati nakon kapitulacije Italije i u vrijeme pregovora dijela ustaškog vrha s HSS-om 1943. – 1944. godine.

### Nakon rata: zatvor, suđenje i smrt
Nakon sloma NDH, uhitili su ga Amerikanci (12. srpnja 1945. godine) i odveli u zatvor Zemaljskog suda u Salzburgu, potom u istražni zatvor u Gmundenu i u koncentracijski logor u Glasenbachu kraj Salzburga, te 9. rujna 1946. godine izručili Jugoslaviji.
Sredinom svibnja 1947. Javno tužilaštvo NRH pokrenulo je protiv Slavka Kvaternika, šestorice ministara NDH, te Siegfrieda Kaschea, opunomoćenog predstavnika Njemačke u NDH optužnicu za izvršenje najtežih djela ratnog zločina i zločina protiv čovječnosti. Glavna je rasprava započela 29. svibnja 1947. u Zagrebu; optužbu je zastupao osobno javni tužitelj NR Hrvatske Jakov Blažević. U svojoj obrani je Kvaternikov branitelj dr. Ivo Politeo odabrao priznati glavne inkriminacije na Kvaternikov teret, ali je osporavao stupanj njegove krivnje i vrstu kazne. Na pitanje javnog tužitelja smatra li se izdajnikom hrvatskog naroda, Kvaternik odgovara: »Gospodine javni tužioče, tog osjećaja nisam nikad imao«. Tijekom suđenja je iskazivao jednako hrvatski nacionalni ponos, kao i kajanje za nečovječna postupanja ustaškog režima. U svojoj završnoj besjedi je ponovno govorio o svojim domoljubivim porivima, ali dodavši: »Iskreno priznajem moju odgovornost i duboko žalim što sam učestvovao u jednom režimu, koji je bio zločinački i donio hrvatskom i srpskom narodu najveću nesreću«. 
Osuđen je na smrt 6. lipnja 1947. godine te je strijeljan u Zagrebu 13. lipnja 1947. godine.

## Vanjske poveznice
- Masoni između Tita i Pavelića, Branko Šömen, vecernji.hr